# Pseudocoptops seychellarum
Pseudocoptops seychellarum là một loài bọ cánh cứng trong họ Cerambycidae.